# Provincia de Tarija
La provincia de Tarija fue un integrante de las Provincias Unidas del Río de la Plata desde 1816, firmando el acta de Declaración de Independencia de las Provincias Unidas del Río de la Plata, en el Congreso de Tucumán del 9 de julio de 1816 y siendo Diputados por Chichas Pacheco de Melo  y el último Marqués de Yavi, José Feliciano Fernández Campero. 
El Cabildo de Tarija había  desprendido su administración de la provincia de Salta cuando asumió la gobernación por votación popular el  Tte.Francisco Pérez de Uriondo, lugarteniente del Gral. Güemes - que fuera Gobernador de Salta y Jefe de la llamada Guerra Gaucha- .
Fue creada oficialmente como provincia rioplatense por el Congreso General Constituyente el 30 de noviembre de 1826, esto por peticiones de la población tarijeña hacia el diputado tarijeño José Felipe de Echazú,  sin saber de la invasión y anexión hacia la República de Bolivia dada unos meses antes por los coroneles Burdett O'Connor y Bernardo Trigo bajo las órdenes del mariscal de Ayacucho, Antonio José de Sucre.
En 1826, la entonces provincia argentina de Tarija tenía una extensión discutida entre 183 116 km² y 480 000 km², el segundo abarcando además gran parte de los territorios que del sursureste de la actual Bolivia; según algunos historiadores las provincias de Sud Chichas, Tupiza y Sud Lípez (todos actualmente en el sur de Potosí) también formaban parte de la jurisdicción de Tarija, pero que su dependencia era de Potosí; e incluso una extensión en el Chaco Boreal (debatible por las Reales Cédulas de 1772 y 1614) mayor que la del posterior departamento boliviano de Tarija con 37 623. Estás cuestiones de límites y extensión se zanjaron con la derrota de Bolivia en la llamada Guerra de Tarija (1837-1839) con la Confederación Argentina

## Antecedentes
Dos cédulas del rey Carlos IV de España del 17 de febrero de 1807 ordenaron que el partido o subdelegación de Tarija de la intendencia de Potosí y del arzobispado de Charcas pase a ser incorporado a la intendencia de Salta del Tucumán y al obispado de Salta:

El Rey — Gobernador-intendente de la Provincia de Potosí. —

Para el mayor bien y felicidad de mis vasallos de, Salta del Tucumán, he tenido á bien mandar, á consulta de mi Consejo de las Indias de diez y nueve de octubre del año de mil ochocientos cinco, se erija un nuevo Obispado, cuya capital sea la de aquella Provincia, asignando á la nueva diócesis, entre otros territorios, todo el partido de Tarija de esa Intendencia, cuyo partido he mandado se ponga bajo la jurisdicción del nuevo Obispo de Salta, y de su Intendencia, separándole de la de Potosí, como se previene respectivamente en cédula de esta fecha. Lo que os participo para que tengan entendido quedar sugeto dicho partido á la jurisdicción de la Intendencia de Salta, que hasta ahora ha pertenecido á la nuestra, haciendo por este medio más útiles los derechos de aquel Intendente, por su inmediacion al Chaco y sus Reducciones. En consecuencia le facilitareis y remitireis como muy particularmente os lo mando, los autos, documentos y papeles que existen en nuestro archivo respectivos al citado partido de Tarija así en lo gubernativo, como en lo contencioso, sin permitir se pongan embarazos, ó reparos que dificulten, ó dilaten la remisión de todos los que sean necesarios para su gobierno, contribuyendo vos por vuestra parte á que tenga el más cumplido efecto esta mi real resolución, por ser así mi voluntad.

Fecho en el Pardo, á diez y siete de febrero de mil ochocientos siete. — Yo el Rey — Por mandato del Rey nuestro señor — Silvestre Collar —

El 24 de marzo de 1808 el intendente de Potosí, Francisco de Paula Sanz, ordenó la entrega a la intendencia de Salta de todos los documentos que tuvieran relación con el partido de Tarija.
El virrey ordenó al cabildo de Tarija el cumplimiento de la real cédula el 27 de abril de 1808:

Por Real cédula de 17 de Febrero del año próximo pasado, que en testimonio se me ha dirigido por el Gobierno Intendencia de Salta, y que consta comunicada á V. S. por el de Potosí, se previene la agregación de ese Partido al referido Gobierno Intendencia de Salta; y en su consecuencia, prevengo á V. S. proceda á su cumplimiento, reconociendo por Gefe de ese distrito al de la enunciada Provincia.—Dios etc.—Abril 27 de 808.—Al Cabildo Justicia y Regimiento de la Villa de Tarija.

El 25 de julio de 1807 se convocó a un cabildo abierto donde se hizo una protesta, aceptando separarse de la intendencia de Potosí, pero se negaron formar parte de la intendencia de Salta del Tucumán, exigiendo autonomía ante la Real Cédula descrita en febrero del año, esto sería porque en la época de que Tarija era integrante de Potosí, fue mal gestionada hasta llegar al olvido por parte de las autoridades potosinas, de esta manera los tarijeños dedujeron que sería prácticamente lo mismo si fuese parte de Salta, y que tuviesen que depender nuevamente de otros territorios como anteriormente con la gobernación del Tucumán o de la gobernación del Paraguay, de ese modo el pueblo tarijeño exigía autonomía contra el gobierno de Salta. Debido a los conflictos en España no se solucionó la situación de Tarija. La correspondiente bula pontificia para la modificación de los límites de las diócesis, no pudo expedirse debido a que el papa Pío VII se hallaba prisionero de Napoleón Bonaparte.
El virrey Santiago de Liniers, ratificó la cédula del 17 de febrero, y ordenó al Cabildo de Tarija el cumplimiento de la real cédula el 27 de abril de 1808. Los tarijeños al ver que no tendrían respuesta por parte de las autoridades, se obedeció a las órdenes de las autoridades, pero por los reclamos del cabildo del 25 de julio, Salta dejaría cierta autonomía al territorio, como la administración de recursos, las fuerzas militares,, la elección de las autoridades elegidas por el pueblo, y estas sólo debían ser posesionadas por el cabildo salteño, y se dejaron al territorio a disposición de sus autoridades.
A solicitud de aclaración del primer obispo de Salta, a quien el rey le había dirigido una Real Cédula de nombramiento indicándole el pase jurisdiccional de los territorios de Tarija y del partido de Chichas a Salta, otra Cédula Real del 2 de marzo de 1811 expedida por el Consejo de Regencia, aclaró:

Que habiéndome dignado declarar la agregación al Obispado e Intendencia de Salta de todo el partido de Tarija, que antes pertenecía al Arzobispado de Chárcas, me sirva también declarar, para evitar dudas y dilaciones, que en medio partido de Tarija está comprehendido Chichas, porque así lo informó el Márquéz de Sobremonte, Gobernador entonces de Córdoba del Tucumán cuando me propuso la división del referido nuevo Obispado, y porque así se colije del artículo 1.° de la Real Ordenanza de Intendentes, como que fueron siempre reputados por uno mismo.

(...) entendiéndose que debe considerarse incluso en el territorio de este último, el Partido de Tarija con Chichas.

Dado que la aclaración del rey fue en 1811, Chichas quedó fuera del principio de uti possidetis de 1810 y no formó parte de la intendencia de Salta del Tucumán antes de la Revolución de Mayo que estalló en Buenos Aires, capital de Virreinato del Río de la Plata. Por esa razón, ese territorio no fue reclamado por la delegación argentina. Sin embargo, varios autores argentinos y tarijeños sostuvieron la tesis de que la provincia de Tarija comprendía Chichas, entre los argentinos: Leguizamón y Mariano Zorreguieta (Apuntes históricos de Salta en la época del coloniage de 1872).
El 25 de junio de 1810 el Cabildo Capitular de Tarija se adherio a la Revolución de Mayo e iniciando su independencia contra la corona, en esta época entre otros tarijeños se destacó como diputado y representante José Julián Pérez de Echalar, siendo poco después la región uno de los teatros de la Guerra gaucha. En la Guerra Gaucha se destacaron los dos primeros grandes caudillos chapacos: desde el año 1811  el caudillo Ramón Rojas y su sobrino Manuel Rojas quienes lucharon como militares de las Provincias Unidas del Río de la Plata y ambos murieron heroicamente combatiendo contra los realistas.
En marzo de 1811 se creó la Junta Subalterna de Tarija, que posteriormente volvió a reclamar la plena autonomía del territorio dentro del margen del virreinato.

El pueblo de Tarija recorre con honor la historia de estos males, y deseando poner fin a ello, o remediarlos en la parte que esté a su alcance, pide que se le declare por la Excma. Junta Gubernativa, libre e independiente del Gobierno de Salta, cuyas funciones deberán recaer en este Cabildo, y Junta, bajo de los reglamentos y estatutos que tengan a bien dictar aquella Excma. Para que se miren por estos Magistrados con la mayor consideración unos objetos que tanto interesan al bien público.

Si bien, no se tuvo correspondencia alguna, nuevamente la gobernación de Salta, aumenta un poco el estatus de la leve autonomía que gozaba Tarija hasta entonces, esto para que se organice de forma rápida las divisiones en contra de los realistas.
En 1816 el teniente gobernador de Tarija, Domingo Soriano Arévalo, se marchó junto a Gregorio Aráoz de Lamadrid, pero este se marchó sin dejar un sucesor al gobierno. El teniente coronel Francisco Pérez de Uriondo, caudillo de caudillos de Tarija, tras la criticable conducta de Arévalo, se comunicó con el coronel Juan José Feliciano Fernández Campero, caudillo del valle de Tojo, y tras la aclamación del pueblo tarijeño que elegía a Uriondo como gobernador del territorio, Campero decidió posesionarlo el 13 de mayo. Uriondo se dedicó en administrar el territorio de forma autonómica, la composición de divisiones militares por regiones, la penetración efectiva al Chaco y las alianzas con los indígenas con el bando patriota, que también combatían contra otros indígenas que eran del bando realistas. Manuel Belgrano criticaba las acciones de Uriondo, puesto a que Tarija era una subdelegación de Salta, y que Uriondo la había separado de manera de facta, también por las acciones militares no tan efectivas.
En abril de 1817 tras la victoria en la batalla de Tarija el territorio quedó prácticamente liberado –por el momento– e integrado nuevamente a las Provincias Unidas del Río de la Plata. A los pocos meses de la victoria, fue retomada por los realistas, que duró desde mediados de 1817 hasta principios de 1825, ya que el 8 de marzo se dio el desarmamiento de los realistas, y al día siguiente se dio la proclama.
En agosto de 1826, cuando Argentina estaba en guerra con Brasil (Guerra argentino brasileña) comenzó el litigio con la recién creada y renombrada Bolivia, en respuesta a la declaración de provincia argentina (entidad federal de primer grado).
En 1826 Tarija, con el rango de Provincia Argentina tenía una extensión de 183 116 km², 
Tras finalizar la Guerra de Independencia de Argentina, en el Alto Perú luego de la batalla de Ayacucho, el mariscal  venezolano Antonio José de Sucre, quien controlaba el Alto Perú, así  envió al coronel Francisco Burdett O'Connor y a Bernardo Trigo Espejo desde Tupiza al frente de las tropas colombianas leales al Alto Perú a invadir Tarija. Lo que se produjo el 30 de mayo de 1825, el golpe de Estado al gobernador José Felipe de Echazú, quien fue nombrado por el gobernador de la provincia de Salta, Juan Antonio Álvarez de Arenales. En su lugar designó al coronel Bernardo Trigo al frente de la villa. Burdett O’Connor realizó estas acciones bajo las órdenes recibidas de Sucre, ya que Potosí reclamaba jurisdicción sobre el territorio. Esta acción inició la Cuestión de Tarija.
Una delegación argentina encabezada por el general Carlos María de Alvear y el doctor José Miguel Díaz Vélez, a quienes secundaba Domingo de Oro, quienes estaban informados sobre la situación de Tarija, viajaron a Potosí para felicitar a Simón Bolívar por su triunfo en la Batalla de Junín y solicitarle la devolución de Tarija. Bolívar, el 17 de noviembre de 1825, ordenó a Sucre la devolución del territorio de Tarija a las Provincias Unidas del Río de la Plata (Argentina). O’Connor entregó la ciudad al delegado argentino y nombrado teniente gobernador Ciriaco Díaz Vélez en marzo de 1826, quedando como una tenencia de gobierno de la intendencia de Salta. El 10 de mayo de 1826 asumió como teniente gobernador Mariano de Gordaliza.
Un segundo golpe de estado instigado nuevamente por Antonio José de Sucre, quien envió al ejército colombiano comandadas por O'Connor y Trigo, Sucre mencionando la fuerza y dureza hacia los fieles a las Provincias Unidas del Río de la Plata quiénes eran la mayoría de la población de Tarija, se destituyó a Gordaliza el 26 de agosto de 1826 y se sustituyó nuevamente por Bernardo Trigo pero esta vez como presunto "prefecto" de Tarija, Trigo organizó distintas reuniones en las que se enviaba cartas a Chuquisaca con la intención de anexar el territorio de Tarija a Bolivia, pero Chuquisaca las rechazaban, la última reunión y carta donde Bernardo Trigo ordenó a traer al cabildo a las autoridades tarijeñas quienes fueron víctimas de castigos y fueron obligados a firmar la carta para Chuquisaca, siendo esta aceptada. El 3 de octubre Sucre promulgó la ley boliviana que autorizó la incorporación de los diputados de Tarija al Congreso Constituyente de Bolivia.

## Historia

### Creación de la provincia
Por peticiones de tarijeños hacia el diputado tarijeño José Felipe Echazú, presentó el 24 de noviembre al Congreso General Constituyente argentino y fue sancionado y creado la ley del 30 de noviembre de 1826 (promulgada el 1 de diciembre por el presidente Bernardino Rivadavia) declarando a Tarija y su territorio adyacente definitivamente argentina y como una provincia argentina separada de Salta.

El Congreso General Constituyente de las Provincias Unidas del Rio de la Plata ha acordado y sancionado la siguiente ley.

Art. 1.º. Queda elevada al rango de Provincia la ciudad de Tarija, y su territorio adyacente.

Art. 2.º: Se le declaran todos los derechos y prerogativas que la constitucion y las leyes establecen a favor de las Provincias.

Lo que de orden del mismo Congreso, se comunica á V. E para su inteligencia y efectos consiguientes.

Sala del Congreso en Buenos Aires, á 30 de Noviembre de 1826.

Jose Maria Roxas. Presidente.

Alejo Villegas. Secretario.

Exmo. Señor Presidente de la República.

Felipe Echazú fuese el convencional constituyente por la Provincia de Tarija en dicho Congreso.
El gobierno boliviano comunicó oficialmente al de Salta que:

(...) si las armas de Salta ó de las de la República quisiesen sofocar nuestro movimiento a Tarija, este pueblo sería protegido por las de Bolivia.

Mientras que el 10 de noviembre el gobierno nacional por medio del ministro Julián Segundo de Agüero instruyó al gobernador de Salta Juan Antonio Álvarez de Arenales que:

en ningún caso haga uso de la fuerza para restablecer el orden de cosas existentes antes de aquel movimiento.

El gobierno argentino siguió considerando a Tarija como una provincia, aunque de hecho estaba anexada de facta a Bolivia. Aunque la ley de creación no especificó límites ni cuales eran los territorios adyacentes que mencionaba, en la Argentina se consideró que éstos abarcaban los Cintis y gran parte del Gran Chaco.

Límites de la provincia de Tarija según autores argentinos.

De acuerdo a autores argentinos, el límite de la nueva provincia con Bolivia debía ser desde los 26° S, la cumbre occidental de la cordillera de los Andes, luego por rumbo noroeste a la altura aproximada de los 68° O hasta las fuentes del río Cotagaita, siguiendo por este hasta su unión con el río San Juan del Oro, que forma el río Camblaya. Por este río y su continuación denominada río Pilaya hasta su confluencia con el río Pilcomayo. Desde ese punto sigue la línea con rumbo norte hasta alcanzar el río Grande o Guapay, por el que sigue hasta los 20° S y luego en línea recta hacia el este hasta encontrar el río Paraguay.

### Guerra por Tarija
La Guerra del Brasil facilitó la continuidad de la ocupación boliviana hasta que el 19 de mayo de 1837 el entonces encargado del manejo de las relaciones exteriores de la Confederación Argentina y gobernador de la provincia de Buenos Aires, Juan Manuel de Rosas, declaró la guerra a la Confederación Perú-Boliviana. Lo hizo tanto por la Cuestión de Tarija como por el hecho de que tropas confederadas peruano-bolivianas invadieron la mayor parte de la provincia de Jujuy, la Puna de Atacama y el norte de la Provincia de Salta. Las zonas altoandinas de Salta y Jujuy, una vez invadidas por la Confederación de peruanobolivianos, eran de difícil acceso para las bisoñas y mucho menores en número tropas del  Segundo Ejército Argentino del Norte (las cuales sólo reunían a milicianos casi todos inexpertos o bisoños de las entonces económicas y demográficamente pequeñas provincias argentinas de Jujuy, Salta, Tarija, Tucumán y en mucha menor medida algunos contingentes de Catamarca y Santiago del Estero).
El Ejército del Norte argentino arriesgó una contraofensiva por el entonces casi inexplorado y hostil Gran Chaco salteño-tarijeño. La marcha de los solo 1000 argentinos haciendo un rodeo por más de 400 km del Chaco les causó estragos (fueron afectados por pestes como el mal de Chagas, Leishmaniasis y paludismo) Las guerras jamás se combaten dentro de los regimientos, así, a su vez, las tropas bolivianas, después de haber caminado durante 20 días por caminos fragosos y quebradas, derrotaron a los argentinos en el Combate de Montenegro, producido el 24 de junio, y dirigido por la parte boliviana por el experimentado general alemán Otto Philip Braun. A partir de Coyambuyo se suspendieron prácticamente las operaciones, hasta que la guerra terminó con la victoria chilena en la batalla de Yungay, ocurrida luego de una larguísima travesía por mar y tierra, que puso fin a la Confederación Perú-Boliviana, luego las fuerzas bolivianas evacuaron el territorio argentino y Rosas desistió de invadir Tarija.

### Disolución de la provincia
Por el tratado Quirno Costa- Vaca Guzmán del 10 de mayo de 1889, ligeramente modificado en 1891, Argentina renunció a su reclamo sobre Tarija y Chichas. Bolivia, en compensación, cedió un territorio que había perdido: la Puna de Atacama. territorio que se encontraba en poder de Chile luego de la Guerra del Pacífico.